# Megeces
Megeces – gmina w Hiszpanii, w prowincji Valladolid, w Kastylii i León, o powierzchni 19,04 km². W 2011 roku gmina liczyła 455 mieszkańców.